# 11842 Kap'bos
11842 Kap'bos è un asteroide della fascia principale. Scoperto nel 1987, presenta un'orbita caratterizzata da un semiasse maggiore pari a 2,2502828 UA e da un'eccentricità di 0,0947272, inclinata di 3,69163° rispetto all'eclittica.